# 高罗佩
高罗佩（荷蘭語：Robert Hans van Gulik，1910年8月9日—1967年9月24日），字笑忘，号芝台、吟月庵主，荷兰汉学家、东方学家、外交官、翻译家、小说家。

## 生平

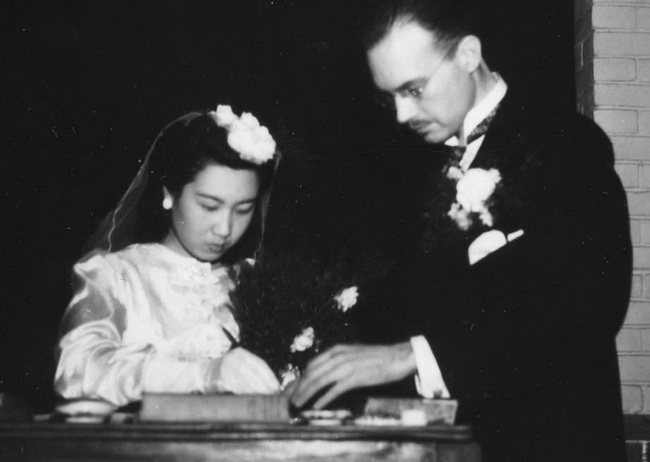
高羅佩和水世芳1943年於重慶一所教堂的結婚照

1910年，生于荷兰聚特芬（Zutphen）。1915年－1923年，随父母侨居印度尼西亚巴达维亚與泗水。少年高罗佩在印度尼西亚学会汉语、爪哇语和马来语。 
1930年高罗佩進入莱頓大学學習漢學，畢業後進入乌特勒支大学，1934年畢業，畢業論文與米芾對硯台的研究有關。:67
高罗佩在1935年，入荷兰外交部工作，先后派驻東京、重慶、南京、華盛頓、新德里、貝魯特和吉隆坡:67。他在日本的時候就常前往北京，並對中國文人的生活產生了興趣。在日本時，他於1940年寫成《琴道》，1940年代末將《武則天四大奇案》翻譯成英文，這為他創作《狄公案》奠定了基礎:68-69。1942年太平洋戰爭爆發，他離開日本在非洲等地輾轉。1943年抵達重慶，在中國期間師從葉詩夢、關仲航等學習古琴，:45:67並與梁在平、徐元白、徐文鏡、徐芝孫、黃鞠生、程獨清和胡光瑨等人合組天風琴社。
1943年，娶水世芳（1913-2005）为妻。水世芳为中国官员的水钧韶的女儿，她的父亲水钧韶曾在中国驻列宁格勒总领事馆工作。
1943年－1945年，在中国重庆任荷兰駐華大使馆第一秘书。1946年曾在查阜西的邀請下造訪今虞琴社，並彈奏〈長門怨〉一曲。
戰後他前往海牙，1947年前往華盛頓，1948年前往東京，1956年至1959年間任荷蘭駐黎巴嫩全權代表，1959年至1962年間任駐馬來西亞大使，1965年第三次擔任駐日大使。1967年日本大使任內確診肺癌，因病在荷兰海牙逝世。:67

## 著作

### 狄公案
1940年开始，高罗佩在日本期间，发现了一本清代不知名作者创作的《武则天四大奇案》，这是以唐朝名相狄仁杰为主人公的小说。1950年开始，高罗佩着手将该书故事，借鉴欧洲侦探小说的创作手法进行改写成为英文版的推理小说集《大唐狄公案》系列小说。1951年在东京首先出版了《迷宫案》日文版。1953年在新加坡出版了《狄仁傑奇案》。这套系列小说除英文版外，被翻译成多种语言出版。其中新加坡1953年版是唯一作者亲自参与翻译成中文的版本，以地道的明清小说文字风格翻译，为后来的多个中译版本提供了参考。
2020年8月，是高罗佩诞辰110周年。新加坡南洋出版社以彩色和灰度影印结合，高度尊重原貌，推出了1953年新加坡版《狄仁杰奇案》的影印本，並汇集整理了各语种不同版本的配图。

### 学术专著
奠定高罗佩学术地位的是他的一系列汉学专著：
- 《秘戏图考 附论汉代至清代的中国性生活》（删节本） 杨权译 广东人民出版社 ISBN 7-218-00952-2（Erotic Colour Prints of the Ming Period, Privately printed, Tokyo, 1951）
- 《中国古代房内考》 上海人民出版社 1990 ISBN 7-208-00642-3（Sexual Life in Ancient China: A Preliminary Survey of Chinese Sex and Society from ca. 1500 B.C. Till 1644 A.D., 1961）
- 同上台湾版 《中國艷情-東方愛典》 台北風雲時代出版社 2004年 ISBN：, 9861460616
- 《明末义僧东皋禅师集刊》（Collected Writings of the Ch'an Master Tung-kao, a Loyal Monk of the End of the Ming Period, Chongqing, 1944）
- 《中国琴道》（The Lore of the Chinese Lute: An Essay in Ch'in Ideology, Tokyo, 1941）
- 《嵇康及其琴赋》（Hsi K'ang and His Poetical Essay on the Lute, Tokyo, 1941）
- 《中国漆屏风》
- 《中国绘画鉴赏》（Chinese Pictorial Art, as Viewed by the Connoisseur, Limited edition of 950 copies, Rome, 1958）
- 《砚史》
- 《中国长臂猿》（The Gibbon in China: An Essay in Chinese Animal Lore, Leiden, 1967)）
- 《中日梵文研究中论》（Siddham: An Essay on the History of Sanskrit Studies in China and Japan, 1956）

另词典一部：
- 《英语-黑脚语词典》（A Blackfoot-English Vocabulary Based on Material from the Southern Peigans, with Christianus Cornelius Uhlenbeck, Amsterdam, 1934）